# Dianne DeNecochea
Dianne DeNecochea (* 16. November 1967 in Detroit, Michigan als Dianne Shoemaker) ist eine ehemalige US-amerikanische Beachvolleyball- und Volleyballspielerin.

## Karriere Hallenvolleyball
Als Dianne Shoemaker spielte sie von 1985 bis 1989 Volleyball an der University of Tennessee. Danach ging die Außenangreiferin nach Europa uns spielte drei Jahre in der Schweiz für die Universität Basel und anschließend in Belgien bei den Dauphines Charleroi, mit denen sie 1994 den nationalen Pokal gewann. 1997/98 spielte sie auf der Diagonalposition in der italienischen „Serie A1“ für Cemar Rubiera.

## Karriere Beachvolleyball
Dianne DeNecochea hatte bereits 1999 und 2000 ihre ersten Auftritte bei der US-amerikanischen AVP-Tour. 2001 war sie mit Wendy Stammer nahezu auf der kompletten AVP-Tour aktiv und startete mit Liz Masakayan auch auf der FIVB World Tour. Bei der Beachvolleyball-Weltmeisterschaft 2001 in Klagenfurt belegten DeNecochea/Masakayan Platz neun. 2002 war Barbra Fontana ihre neue Partnerin, mit der sie bei AVP- und World Tour fast ausschließlich Top-Ten-Platzierungen hatte. Ebenso erfolgreich spielte DeNecochea 2003 an der Seite von Nancy Reynolds. Bei der Beachvolleyball-Weltmeisterschaft 2003 in Rio de Janeiro belegten DeNecochea/Reynolds Platz neun. Seit 2004 spielte DeNecochea fast ausschließlich auf der heimischen AVP-Tour mit Tammy Leibl, Holly McPeak, Carrie Dodd und Brittany Hochevar.

## Privates
Dianne DeNecochea ist verheiratet und hat zwei Töchter. Sie ist auch als Trainerin in San Diego aktiv.